# Nerviano
Nerviano je italská obec v provincii metropolitním městě Milano v oblasti Lombardie.
V roce 2015 zde žilo 17 343 obyvatel.

## Poloha
Obec leží u hranic metropolitního města Milano s provincií Varese.
Sousední obce jsou: Arluno, Cerro Maggiore, Lainate, Origgio (Varese), Parabiago a Pogliano Milanese.

## Vývoj počtu obyvatel
Zdroj: 